# Stora Hälltjärnen
Stora Hälltjärnen är en sjö i Nora kommun i Västmanland och ingår i Norrströms huvudavrinningsområde.